# Tercio viejo de Sicilia
Il  Tercio Viejo de Sicilia è uno dei Tercios spagnoli che furono creati da Carlo V d'Asburgo, imperatore del Sacro Romano Impero, re di Spagna e re di Sicilia..
Le sue tradizioni oggi sono tenute in vita dal Regimiento de Infantería Ligera "Tercio Viejo de Sicilia" Nº 67 del Ejército de Tierra.

## Storia

### Il Tercio Viejo
Il 23 ottobre 1534, il re Carlo V (I del regno di Sicilia) emanò un decreto indirizzato al Viceré di Sicilia, ordinando che le forze di fanteria di stanza in Sicilia costituissero un tercio su dodici compagnie. La nuova formazione avrebbe avuto come nucleo quelle unità che avrebbero partecipato nel 1535 alla presa de La Goletta e nella conquista di Tunisi, fino ad allora nelle mani dei Turchi.
Il Tercio viejo de Sicilia fu uno dei tercios più importanti d'Europa, posto a difesa anche della cristianità del vecchio continente contro l'espansionismo ottomano.
Il Tercio di Sicilia era organizzato su 12 Compagnie da 150 a 200 uomini ciascuna, divise per il loro armamento in archibugieri, moschettieri e picchieri. Nel novembre del 1536 fu completata l’organizzazione del Terzo, aumentando il personale di 300 uomini per Compagnia.
La nascita di tali organizzazioni segnò il passaggio e la trasformazione dalle istituzioni militari medievali a quelle moderne. 
Nel 1566 Filippo II gli affiancò il Tercio de galeras de Sicilia, come forza da sbarco.
Nel 1567 il Tercio viejo venne inviato nei Paesi Bassi insieme ai Tercios viejos di Cerdeña, Napoli e Milano, per fronteggiare la ribellione delle Fiandre contro il dominio spagnolo.
Altre imprese furono le battaglie in Francia, e in Savoia, ma fu soprattutto contro gli Ottomani che il Tercio di Sicilia diede il meglio come nella battaglia di Lepanto nel 1571 e la riconquista di Tunisi nel 1574.

### Reggimento
Nel 1705 il Tercio è diviso in tre unità, una delle quali conserva il suo nome e, con decreto del 1 giugno 1707, il "Tercio di Sicilia" diventa un reggimento sulla base di due battaglioni. Al rientro in Spagna nel 1736 (dopo che Carlo di Borbone riprende agli austriaci la sovranità sul regno di Sicilia), subisce un naufragio, perdendo parte di uomini e materiali e viene ricostituito come Regimiento de África.
Il 29 agosto 1893, riacquista la sua gloriosa denominazione, diventando il Reggimento di fanteria "Sicilia" n. 7, di guarnigione a San Sebastian. Prende parte nel 1922 alla guerra d'Africa e nel 1936 viene ridenominato Batallón de Montaña Sicilia nº 8, prendendo parte alla guerra civile spagnola tra le file del Bando nacional.
Tornato reggimento, nel 1966 è denominato "Reggimento di fanteria di montagna Sicilia n. 67", con due battaglioni, il battaglione Legazpi a San Sebastián e il battaglione Colon a Irún.
Nel 1984 per il 450º anno dalla fondazione, torna alla denominazione originaria, come reggimento cacciatori di montagna “Tercio Viejo de Sicilia nº 67", e nel 1996 passa alla fanteria leggera, alle dipendenze della Brigada "Extremadura" XI, partecipando a diverse missioni militari all'estero..

#### Struttura
- Regimiento de Infantería Ligera Nº 67 "Tercio Viejo de Sicilia"
  - Comando
  - Stato Maggiore
  - Batallón de Infantería Motorizada "Legazpi" I/67